# Klammersbäck
Klammersbäck este o arie protejată (arie specială de conservare — SAC, sit de importanță comunitară — SCI) din Suedia întinsă pe o suprafață de 74,4 ha, integral pe uscat.

## Localizare
Centrul sitului Klammersbäck este situat la coordonatele 55°42′36″N 14°11′04″E / 55.7101°N 14.1844°E.

## Înființare
Situl Klammersbäck a fost declarat sit de importanță comunitară în ianuarie 1998 pentru a proteja 1 specie de plante și 1 specie de animale. Situl a fost protejat și ca arie specială de conservare în martie 2011.

## Biodiversitate
Situată în ecoregiunea continentală, aria protejată conține 7 habitate naturale: Dune de coastă fixe cu vegetație erbacee („dune gri”), Pășuni din zone de pădure fino-scandinave, Cursuri de apă de la nivel de câmpie la nivel montan, cu vegetație Ranunculion fluitantis și Callitricho-Batrachion, Pajiști calcaroase din nisipuri xerice, Păduri aluvionare cu Alnus glutinosa și Fraxinus excelsior (Alno-Padion, Alnion incanae, Salicion albae), Pajiști uscate seminaturale și facies de acoperire cu tufișuri pe substraturi calcaroase (Festuco-Brometalia) (* situri importante pentru orhidee), Pajiști fino-scandinave uscate până la mezice, bogate în specii de altitudine mică.
La baza desemnării sitului se află mai multe specii protejate:
- plante (1): Dianthus arenarius subsp. arenarius
- pești (1): zglăvoacă (Cottus gobio)